# Бартоло ді Фреді

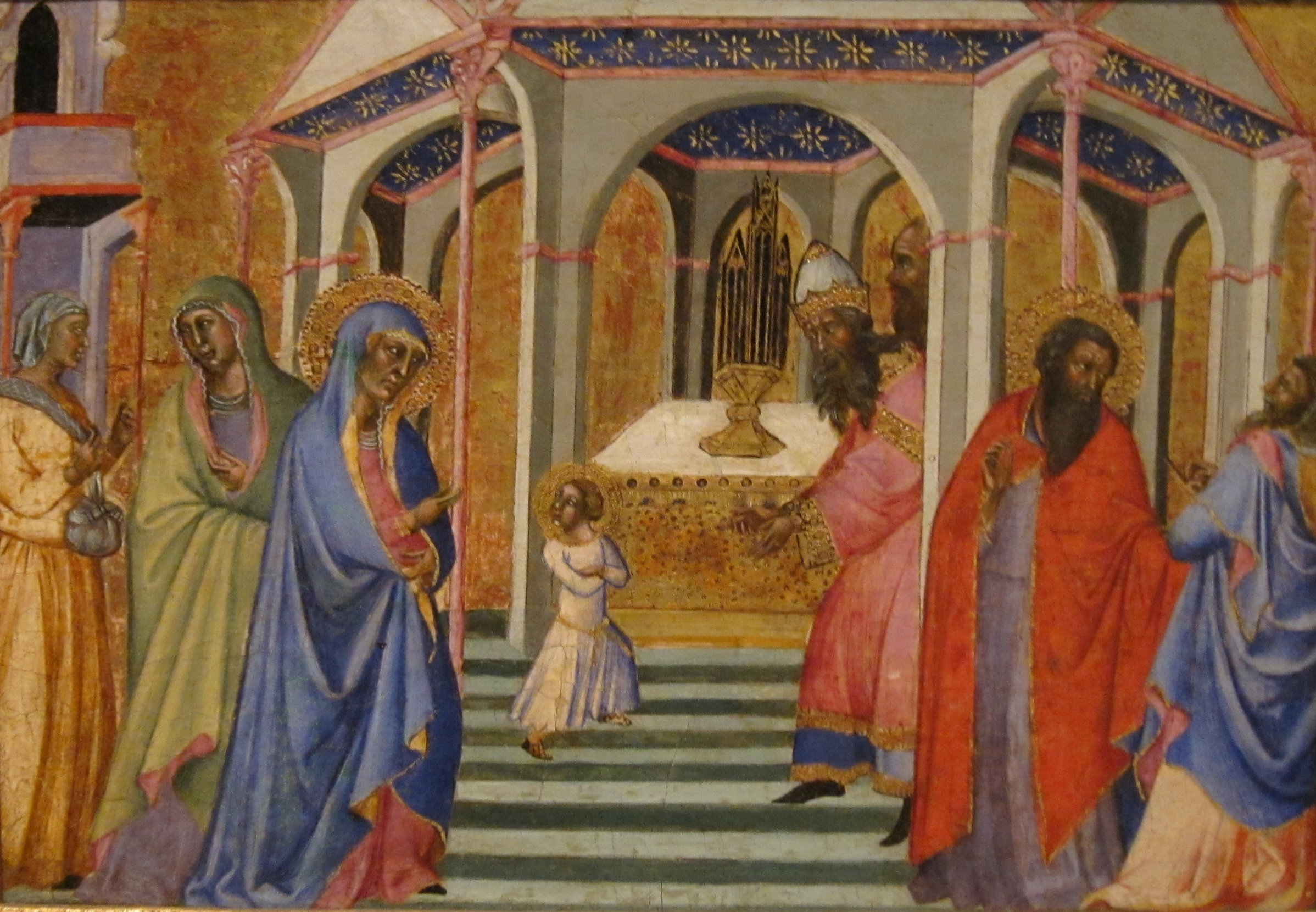
Введення Діви Марії в храм, темпера та золото по дереву, бл. 1360, Гонолульський музей мистецтв.

Бартоло ді Фреді (бл. 1330 — 26 січня 1410), деколи також іменується Бартоло Баттілоро (італ. Bartolo Battiloro), — італійський художник Сієнської школи, fl.1355–1410.

## Життєпис та творчість
Бартоло ді Фреді мав велику майстерню та був одним з найбільш впливових художників, які працювали в Сієні та навколишніх містах в другій половині XIV сторіччя. Він мав декілька дітей (ймовірно дев'ять), які всі померли до нього, крім Андреа ді Бартоло.
До Гільдії художників Сієни він був включений 1355 року. З 1353 року він був компаньйоном Андреа Ванні (хоча не відомо чи був Ванні також художником, чи лише помічником) та допоміг розписати залу Ратуші в Сієні в 1361 році. З 1356 року він працював над Колегіальною церквою Сан-Джиміньяно, в 30 км від Сієни, де покрив всі сторони лівого нефа циклом фресок зі сценами зі Старого Заповіту; завершена робота була підписана та датована 1367 роком. В 1366 році Рада міста Джиміньяно замовила картину, що зображувала «Два монахи-августинці» для Палаццо Публіко в Сієні, для ознаменування вирішення тривалих суперечок між містом та цим орденом. На початку 1367 року він разом з Якопо ді Міно працював в Сієні над оздобленням кафедрального собору.
В 1372 році він зайняв посаду в уряді міста та був направлений привітати нового подесту при його наближенні до Сієни, а в 1381 році він сам став членом Ради.
В 1382 році він написав картину «Зняття з хреста», яка зараз перебуває в ризниці Сан-Франческо, Монтальчіно. В цій церкві також перебувають інші картини на дереві цього художника: «Хрещення Христа», фігури Святого Петра, Павла та Франциска та п'ять сцен з життя Св. Філіпа з Монтальчіно.
В 1389 році Бартоло з допомогою Лука ді Томе створив запрестольний образ для вівтаря виробників взуття в кафедральному соборі та з того року і до смерті малював запрестольні образи для собору та інших церков Сієни, які всі на сьогодні втрачені.
Його стиль вирізнявся відкиданням «закляклих» фігур, які асоціюються з П'єтро Лоренцетті, на користь більш декоративних потойбічних композицій у манері Сімоне Мартіні та Дуччо. Він поєднував дух фантазії з сюжетними деталями.
Роботи Бартоло ді Фреді сьогодні модна побачити в таких публічних колекціях як Лувр, Музей мистецтв округу Лос-Анжелес, Національний музей Сербії, Музей мистецтва Метрополітен, Музей красного мистецтва в Шамбері, Музей дю Петіт-Пале (Авіньйон), Міський і єпархіальний музей релігійного мистецтва (Монтальчино), Музей витончених мистецтв (Бостон), Гонолульский музей мистецтв та Фралінський музей мистецтва, Вірджинія, США.

## Галерея

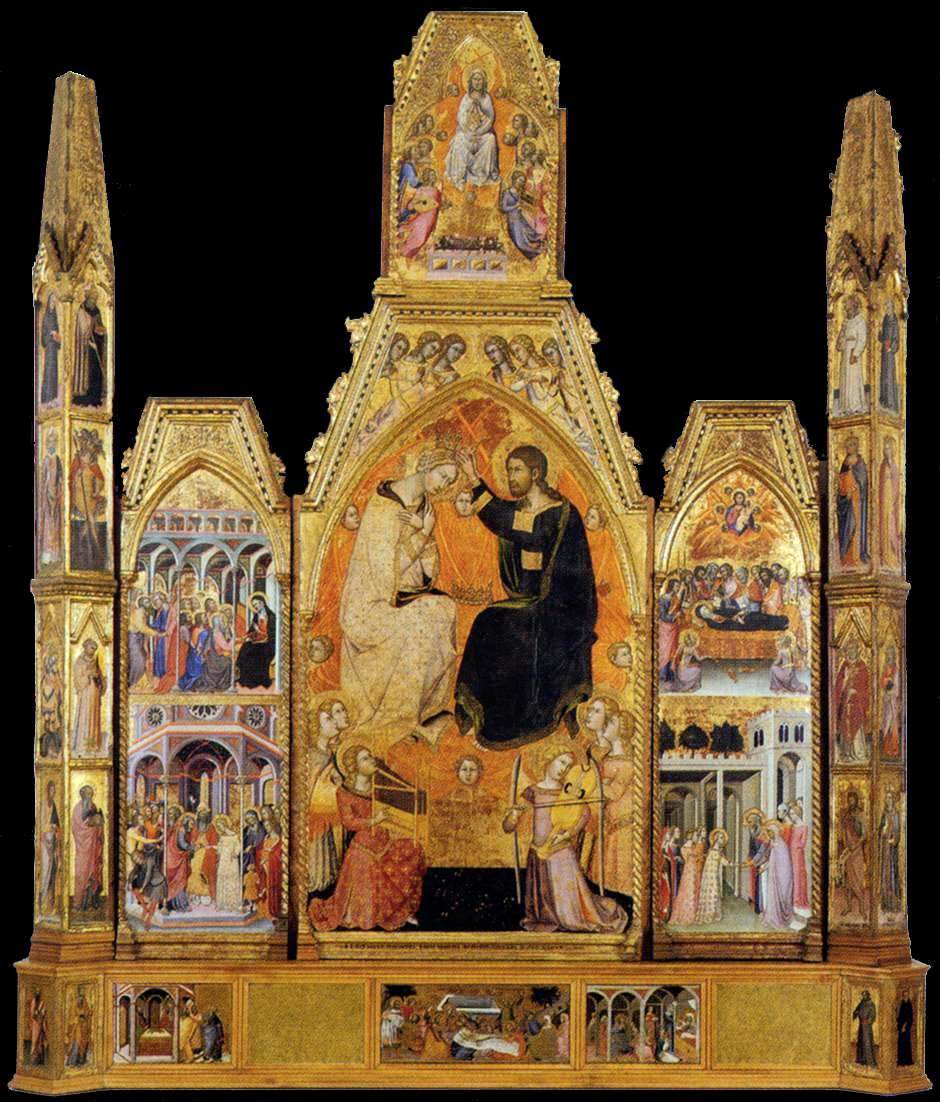
Коронування Богоматері (1388)
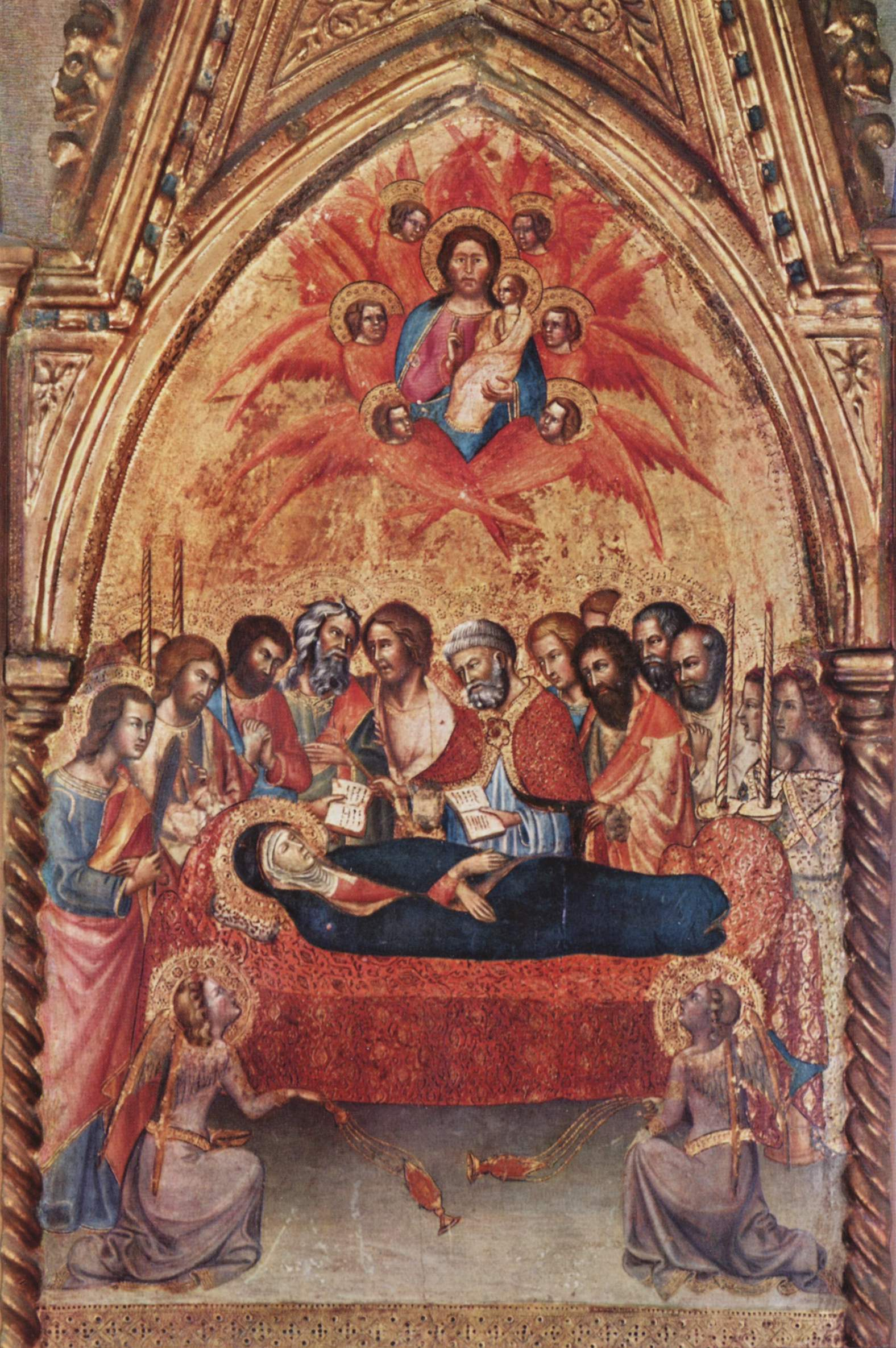
Деталь з триптиху Коронування Богоматері (1388) темпера по дереву, Міський і єпархіальний музей релігійного мистецтва, Монтальчіно
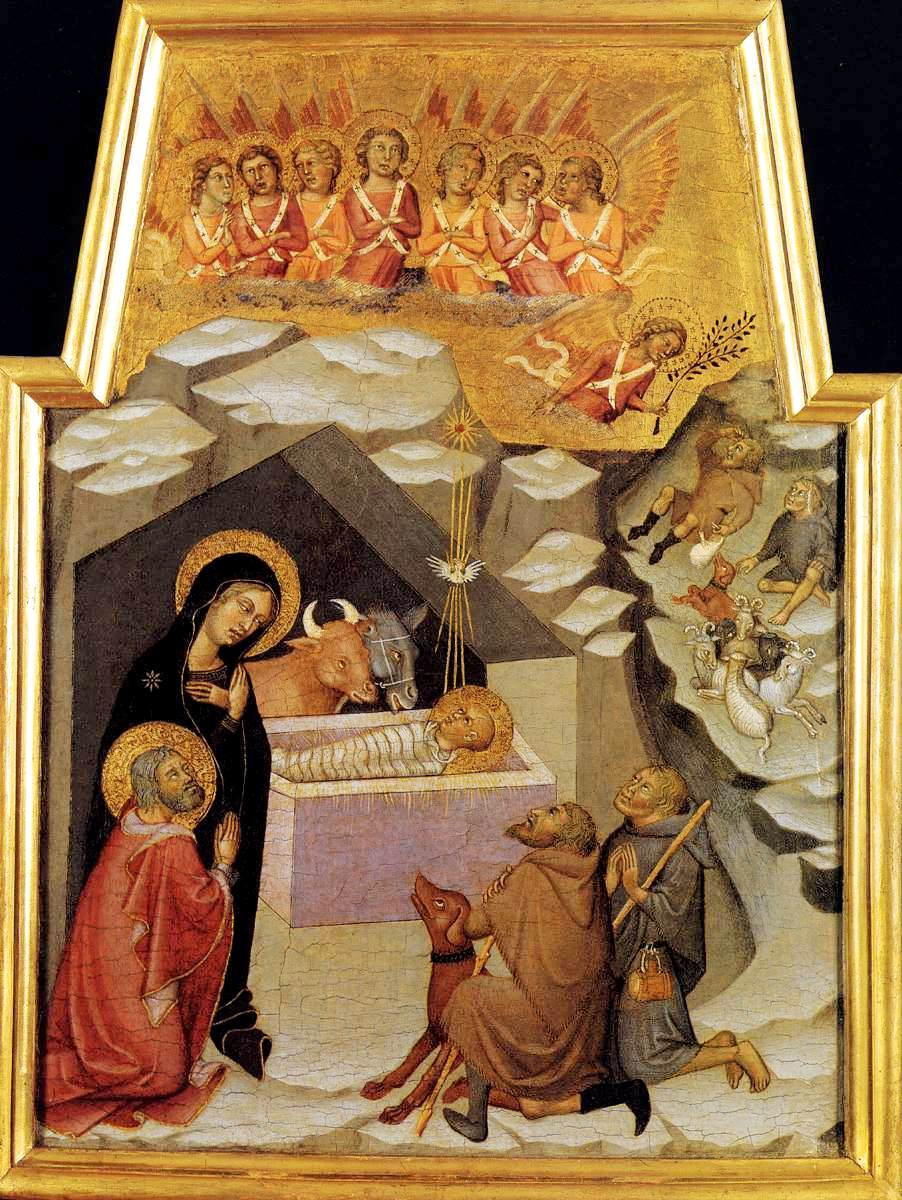
Різдво та поклоніння пастухів (1383)
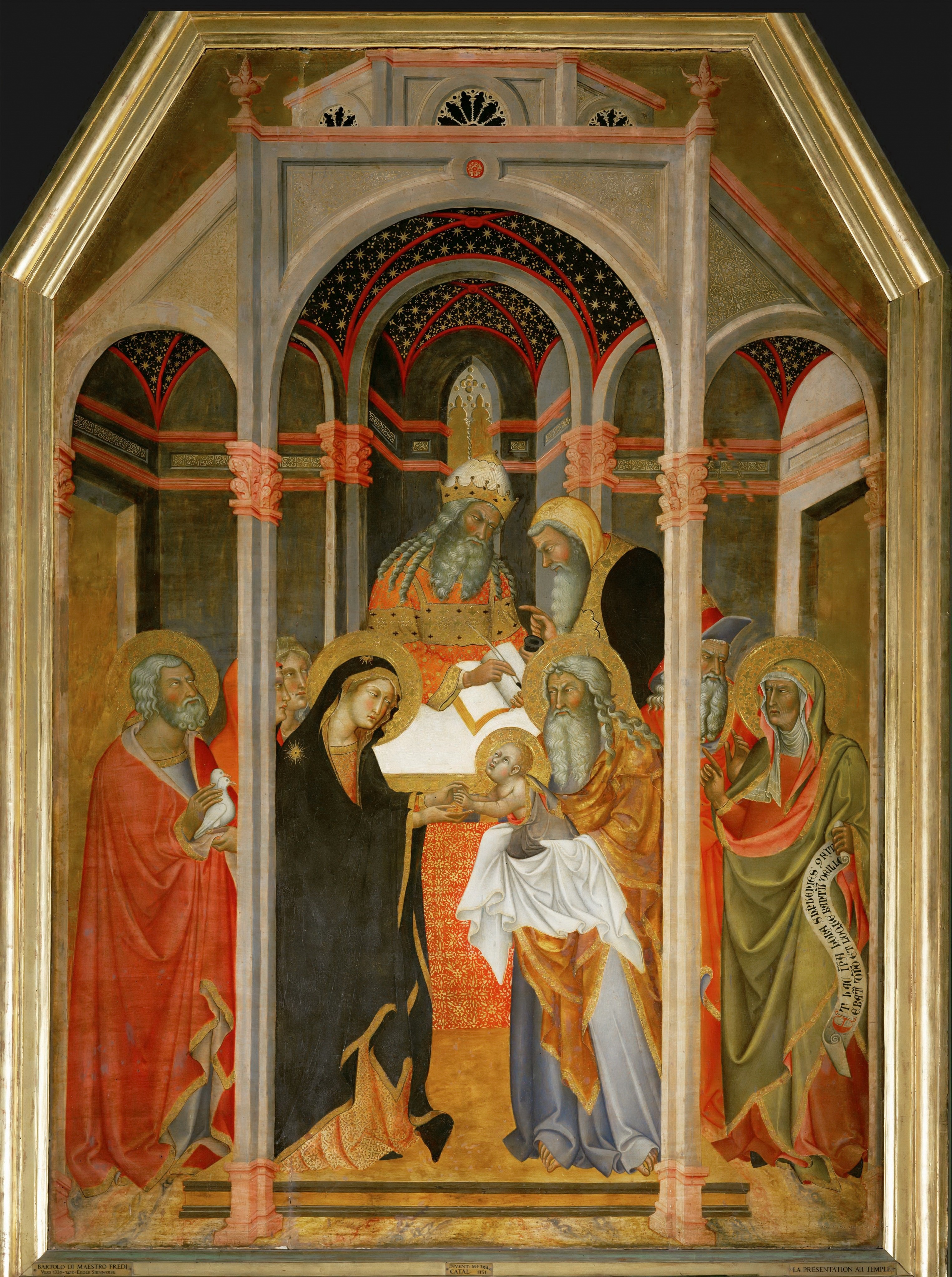
Введення в храм (1388)